# Pierre Guicheney
Pour les articles homonymes, voir Guicheney.
Pierre Guicheney, né en 1954 au Bourgneuf-la-Forêt (Mayenne), est écrivain et réalisateur français.

## Biographie
Après une formation théâtrale et anthropologique au Teatr Laboratorium de Jerzy Grotowski (1978-1981, Pologne, Inde, Italie), Pierre Guicheney participe à la création en Italie du collectif artistique Gruppo Internazionale l’Avventura (1981-1983). Il commence en 1981 des recherches toujours en cours avec la confrérie Gnawa du Maroc.  Il travaille quelques années pour le cinéma et la télévision à Cinecittà et alentours : doublage, sous-titrage du patrimoine cinématographique italien, production, art vidéo (Rome, 1984-1993). De retour en France en 1994, il entame un long cycle de recherches et de créations (articles, livres, films documentaires, expositions) sur la mémoire populaire, le folklore et les traditions de guérissage en Mayenne. Reporter indépendant pour Géo Magazine de 1995 à 2008, il parcourt l'Europe, l'Afrique et l'Amérique du Sud. La rencontre de Susanne Wenger et des artistes yoruba du New Sacred Art en 1997 au Nigeria marquera le début d'un autre cycle de travail inspiré par les arts sacrés yoruba. Auteur de livres à forte empreinte documentaire et anthropologique souvent réalisés en collaboration avec des photographes, il crée des films documentaires pour différentes chaînes de télévision françaises depuis 1997. Livres publiés aux éditions Accademia University Press, Adams, Aubanel, Ennoïa, Hermé, Hoebeke, La Martinière, Le Chêne, Sensibili alle foglie, Siloë, Terre de brume. Films diffusés sur France 3, France Ô, LMTV, TLT, Medisat.

## Filmographie
- 1985 : Actions dans la ville (Azioni nella citta), documentaire, 50 min, coauteur avec Pascal Deligné.
- 1997 : Pierre Verger, le regard retourné, documentaire, 26 min, coauteur avec Pascal Dibie.
- 1999 : Le bal des génies documentaire, 52 min[3].
- 2001 : La Main chaude, documentaire, 52 min.
- 2002 : Un monde presque parfait, documentaire, 52 min.
- 2003 : La Main d'or, documentaire, 63 min.
- 2005 : Des Gnawa dans le bocage, documentaire, 52 min.
- 2007 : La Dame d'Osogbo, documentaire, 76 min[4],[5]
- 2009 : Osun Osogbo, la forêt et l'art sacrés des Yoruba, documentaire, 52 min[6].
- 2010 : Jean-Loup Trassard, comme un ruisseau mayennais, documentaire, 77 min et 52 min[7].
- 2015 : Du fil au flou - Laval au carrefour des toiles, documentaire,73 min[8].
- 2016 : Ancestors from beyond the sea, création documentaire,90 min[9].
- 2018 : Hospitalières et suppliantes, documentaire, 52'[10].

## Expositions et événements
- Actions dans la ville - Azioni nella città, œuvre-voyage guidée par le Gruppo Internazionale l'Avventura (Italie, 1984)[17]
- Images d'un Monde, Mémoires du Pays de Loiron, exposition photographique itinérante(1996-1997, Mayenne).
- Les veillées, expositions photographiques et soirées de contes d'après On se meurt apprenti (1998-2000, Mayenne).
- À la Folie, avec la photographe Marie-Paule Nègre, exposition (2000, Sainte Suzanne, Mayenne; Vivoin, Sarthe).
- À la Folie : secrets de la mémoire paysanne, avec la photographe Marie-Paule Nègre, exposition pour les Galeries Fnac (2000-2003).
- Le Bus des Génies, création documentaire (Mayenne mars 2005, La Villette, juin 2006), coréalisation avec Sylvain Grolleau[18].
- Comme un ruisseau mayennais, Jean-Loup Trassard écrivain photographe, une anthologie, exposition (2010, Mayenne - 2011, Nantes)[19].
- L'année Jean-Loup Trassard en Mayenne, évènement (2010)[20],[21].
- Fata Morgana, parcours multimédia théâtralisé avec Jérôme Rousselet, Malika Lasfar et Antonio Bongarzone (Vallée de Saulges, Mayenne, 31 mai-12 juin 2022)[22].
- Erve, rivière sacrée, de Jean-Claude Moschetti (photographies) et Pierre Guicheney (conception, textes), exposition photographique (Oratoire de saint Céneré, Saulges, Mayenne, 31 mai - 28 juillet 2022[23]; Château de Sainte-Suzanne, Du jeudi 13 juillet au dimanche 27 août 2023).
- Les contes à Margot, de Pierre Guicheney (texte et concept), livre, exposition et ateliers avec Viviane Michel (illustratrice), spectacle adapté et interprété par Jérôme Rousselet, coadapté et mis en scène par Estelle Pouchin. Réseau des Médiathèques de la Mayenne, une initiative de Valérie Gendry (production et direction artistique)[24].